# Orgyia
Genre
Orgyia est un genre de lépidoptères (papillons) de la famille des Erebidae, de la sous-famille des Lymantriinae et de la tribu des Orgyiini.

## Systématique
Le genre Orgyia a été décrit par le naturaliste allemand Ferdinand Ochsenheimer en 1810.
L’espèce type pour le genre est Orgyia antiqua (Linnaeus, 1758).

### Synonymie
- Notolophus Germar, 1812[2]
- Trichosoma Rambur, 1832[3]
- Orgya Zetterstedt, 1839
- Teia Walker, 1855[4]
- Clethrogyna Rambur, 1866[5]
- Thylacigyna Rambur, 1866[6]
- Micropterogyna Rambur, 1866[5]
- Apterogynis Guenée, 1875[7]
- Hemerocampa Dyar, 1897[8]
- Telochurus Maes, 1984[9]

## Taxinomie
Liste d'espèces
Selon Fauna Europaea (22 février 2014), le genre Orgyia comprend deux sous-genres :
- sous-genre Clethrogyna :
  - Orgyia antiquoides
  - Orgyia aurolimbata
  - Orgyia corsica
  - Orgyia dubia
  - Orgyia josephina
  - Orgyia recens - la Soucieuse
  - Orgyia rupestris
  - Orgyia splendida
  - Orgyia trigotephras
- sous-genre Orgyia :
  - Orgyia antiqua - l'Étoilée

## Liste complète
Voir (fr + en) EOL : Orgyia